# 下阿瓜达
下阿瓜达是葡萄牙阿威罗区的一个堂区。总面积3.88平方公里，总人口1 699人，人口密度437.9人/平方公里。